# 히메지성
히메지성(일본어: 姫路城 히메지조[*])은 효고현 히메지시에 있는 제곽식 평산성이다. 성벽이 불에 타지 않도록 백색의 회벽을 발라두어 하쿠로성(일본어: 白鷺城 하쿠로조[*])이라고도 부르는데, 이를 시라사기성(일본어: しらさぎじょう 시라사기조[*])으로 잘못 읽는 경우도 많이 있다. 일본을 대표하는 근세 성곽이다. 성 전체는 세계유산이며 국가 사적이다. 천수를 포함하여 여러 건물은 국보로 지정되어 있다.

## 개요
현존하는 천수각을 가진 12곳의 성 가운데 한 곳이며, 에도 시대 이전에 건조된 천수를 가진 성곽 중 하나이다. 천수각이 국보인 성은 히메지성을 포함하여 마쓰모토성, 이누야마성, 히코네성, 마쓰에성 이 다섯 곳뿐이다. 히메지성은 이들 성 중에서도 가장 성이 온전히 보존되어, 천하의 명성, 일본 제일의 명성이라 불리고 있다. 에도시대에 성이 필요없게 되자, 개인에게 히메지성이 팔렸는데 이때 이 성을 구입한 사람은 히메지성을 민가의 건축물에 재사용하려고 했지만, 포기하였다. 태평양 전쟁 때는 미국군이 효고현 히메지시의 히메지성에 폭탄을 직격으로 날렸으나 불발되었다. 이러한 여러 위험에서부터 목조 건물로서 살아남아 일본 국보로 지정되었다.
성이 축성된 이래 폐성과 전화(戰火)의 위기를 모두 면해, 천수를 비롯한 많은 건물이 현존해 있고, 그 중에서 대천수, 소천수, 와타리 망루 등 8개 동이 국보, 74동의 각종 건조물(망루 27동, 문 15동, 담 32동)이 중요 문화재로 지정되었다. 또, 1993년 유네스코 세계유산에 등록되었다.
히메지성의 주소인 ‘히메지시 혼정 68번지’는 일본의 주소 중 천황의 거처인 고쿄에 이어 두 번째의 면적을 자랑한다. 근대에는 육군 보병 제10연대가 주둔했었다.
시대극이나 영화 등의 현지 촬영지로 유명하다.

## 역사
산요도 교통의 요지에 히메지성이 있다. 에도 시대에는 도자마 다이묘인 이케다 가문과 신판 다이묘인 마쓰다이라 가문 그리고, 후다이 다이묘가 성주로 역임하였다. 더욱이 서국 도자마 다이묘의 감시를 위해 사이고쿠 단다이(西国探題)가 설치되었다.

### 무로마치 시대~아즈치모모야마 시대
축성은 1346년 아카마쓰 사다노리가 남북조 시대에 그의 아버지 아카마쓰 노리무라가 히메야마 산에 세웠던 사찰 쇼묘지를 토대로 성을 축성했다는 설이 있으나, 이 때 건축된 것은 1층 정도의 매우 소규모의 성이였다. 현재 상태로 건축된 것은 도쿠나가 시대의 1609년에 건축된 것으로 보는 것이 정설이다. 1441년 가키쓰의 난에서 아카마쓰 가문이 몰락하자 야마나 가문의 세력하에 있게 되었다. 하지만, 얼마 지나지 않아 오닌의 난이 일어났고, 이런 혼란한 상황 속에 다시 아카마쓰 가문이 이 지역을 탈환하였다.
16세기 전반 고차쿠성을 중심으로 아카마쓰 가문의 일족인 고데라 가문이 하리마 평야에서 두각을 나타냈고, 고데라 가문의 사관이었던 구로다 시게타카가 조다이로 하리마성에 입성한다. (이 시기 축성설도 있다.) 시게타카는 소규모 성채에 불과하던 히메지성을 개축한다. 규모는 그리 크지 않고 히메야마 산의 지형을 잘 살린 중세성곽이라고 생각된다. 1573년까지 구로다 가문 대대로 조다이에 역임되었지만, 1576년 오다 노부나가의 명을 받은 하시바 히데요시가 하리마에 주둔하자, 하리마 국내에서는 오다 가문을 지지하는 세력과 모리 가문을 지지하는 세력이 대립하게 되었고, 결국엔 오다 가문을 지지하는 세력이 승리하게 되었다. 모리 가문을 지지했던 고데라 가문은 몰락하자, 사관으로 있던 구로다 요시타카는 재빨리 하시바 히데요시 슬하로 들어가게 된다.
1580년 구로다 요시타카는 히데요시에게 히메지성을 본성으로 삼도록 성을 헌상한다. 히데요시는 같은 해 음력 4월부터 다음해 음력 3월에 걸쳐 성을 대폭 개수하였고, 히메지성은 근세성곽으로 재탄생되었다. 당시 유행했던 석벽으로 성을 둘렀으며, 더욱이 성에 천수를 세운다. 이 천수는 3층이었다고 전해진다. 성의 남부에는 대규모 성하 마을이 생겼으며, 히메지를 하리마 국의 중심지가 되도록 정비하였다. 이 시기 히메지 북쪽으로 지나던 산요도를 끌어들여 히메지의 성하 마을을 관통하게 정비하였다.
1582년 음력 6월 히데요시는 주군 오다 노부나가를 죽인 아케치 미쓰히데를 야마자키에서 격파하고 단숨에 천하 패자의 자리에 올랐다. 다음해인 1583년 자신의 거처를 오사카성으로 옮기고, 히메지성은 동생 하시바 히데나가에게 주었지만, 히데나가도 1585년 야마토 고리야마성으로 이봉되었기 때문에 이를 대신하여 사돈 관계인 기노시타 이에사다가 히메지성에 입성 이 지역을 다스린다.
1601년 이에사다는 빗추 아시모리번으로 이봉되었고, 그를 대신하여 세키가하라 전투에서 전공을 세운 이케다 데루마사가 하리마 일국 52만 석을 영지로 받아 히메지성에 입성한다. 이 시기 히메지성은 8년에 걸쳐 대폭 개수되었으며, 성의 면적도 전보다 훨씬 넓어졌다.

### 에도 시대

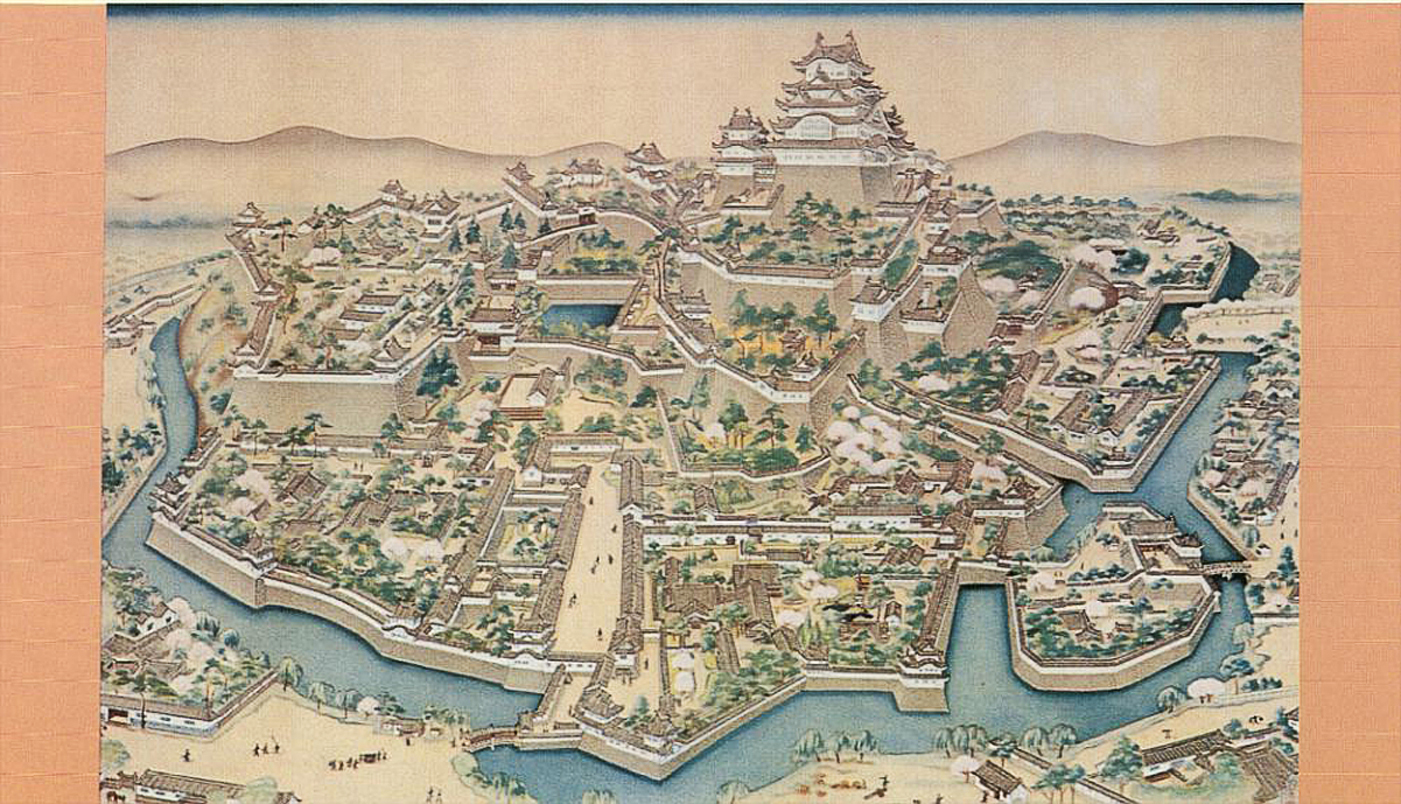
히메지성의 조감도

1617년 3대 번주 이케다 미쓰마사가 아직 유아였기 때문에 중요 거점을 맡기기에는 불안하다고 판단, 이나바 돗토리번으로 전봉 조치한다. 그 후임으로 이세 구와나번에서 혼다 다다마사가 15만 석에 입봉되어 입성한다. 1618년 제2대 쇼군 도쿠가와 히데타다의 딸인 센히메와 혼다 다다마사의 아들 혼다 다다토키와의 결혼을 계기로 니시노마루를 정비해, 성의 대부분이 완성되었다.
그 후에도 히메지 번주는 신판 및 후다이 다이묘가 역임되었으며, 1749년 고즈케 마에바시번에서 사카이 다다즈미가 입봉되어 메이지 유신때까지 대대로 사카이 가문이 성주로 역임했다. 그러나, 고쿠다카 15만 석의 히메지 번의 경제력으로는 유지하기에는 너무 벅찬 성이었고, 게다가 번주가 막부의 요직에 있었기 때문에 더더욱 번의 경제를 압박했다.
히메지성은 에도 시대에도 몇 번의 수리가 있었지만, 당시 기술로는 천수의 무게를 못 이겨 지반이 침하되는 것을 보고만 있었고, 게다가 기둥과 들보등의 변형도 심했다. 《동쪽으로 기운 히메지의 성은 꽃 같은 에도가 그리운가》라는 민요도 있다.
막부 말기 도바-후시미 전투에서 히메지 번주 사카이 다다토는 로주로써 막부측에 속해 쇼군 도쿠가와 요시노부와 같이 있었기 때문에 히메지 번도 조정의 적으로 인식되어 오카야마번과 다쓰노번의 병사 1,500명에 포위되었다. 이때 이케다 데루마사의 자손인 이케다 모치마사가 이끄는 오카야마 번의 부대가 히메지성을 향해 수발의 공포탄을 쏘아 위협사격을 하는 중에 실탄도 발사되어 한발이 남서쪽의 일본어: 福中門에 명중되었다. 신정부군의 히메지성 총공격이 불가피해 보였지만, 셋쓰의 호상 기타가제 쇼조가 15만량을 신정부군에 헌상해 무력충돌을 막았다. 그 간에 번주를 대신하여 성을 관리하던 가신들이 개성을 결정하였고, 신정부군과 화친하였다. 이렇게 해서 히메지성에서 일어난 무력충돌은 일단락되었다.

### 메이지 시대이후
1871년 (메이지 4년) 폐번치현과 1873년 (메이지 6년)에 공포한 폐성령에 따라 일본의 많은 성들이 해체 매각되었다. 히메지성도 경매에 붙여져 요네다 정에 사는 한 개인에게 23엔 50전에 낙찰되었다. 성의 기와를 팔 목적이었다고 한다. 그러나, 해체 비용이 너무 던다는 이유로 지지부진하자 성에 대한 권리가 소멸되었다. 그 후 1927년 (쇼와 2년) 그의 아들이 히메지성의 소유권을 주장하며 소송을 제기했다는 기사가 났지만, 별개의 신문이 후일 취재한 결과 사실무근이란 기사를 실었다.
성터에는 진지로서 최적의 장소라 생각한 군은 부대를 성터에 배치하였다. 그 예로 1874년 (메이지 7년) 히메지 성내에 보병 제10연대가 주둔하였고, 그때 본성(本城) 등의 산노마루에 있는 건물과 무사시노 어전 등 다수의 건물이 파괴되었다. 더욱이 1882년에 일어난 화재로 비젠마루가 소실되었다.
한편 메이지 시대 초기에 실행된 개혁이 일단락된 1877년 (메이지 10년)무렵에는 일본의 성곽 보존을 요구하는 움직임이 있었고, 그에 따라 1878년 육군의 건축담당부서의 나카무라 시게토 대좌가 육군성 장관인 야마가타 아리토모에게 나고야성 및 히메지성의 보존을 다조칸(太政官)에 제출하도록 요구해, 일말의 성과를 얻었다. 히메지성의 히시노 문 안쪽에는 나카무라 대좌를 기리는 현창비가 남아 있다. 하지만, 가장 중요한 예산의 문제가 남아있었고, 육군의 예산으로는 성의 보존비의 반에도 미치지 못했다. 어쩔 수 없이 긴급한 수리만 한 채 방치되고 있어, 지역 유지들이 중의원에 진정서를 제출하여 1910년 (메이지 43년) 국고 보조금 93,000엔이 지급되어 성이 대대적으로 수리되었다. 이를 〈메이지 대수리〉라고 한다. 그래도 기울어진 천수를 수리하는 데에는 비용이 부족했고, 천수가 기울어지는 것을 막을 수는 없었다. 1919년 (다이쇼 8년) 육군성이 니시노마루를 수리하였고, 그 후, 제10연대는 오카야마로 이전되었다.

### 부전의 성(不戦の城)
히메지성은 부전의 성(不戦の城)으로 불린다. 이것은 막부 말기와 태평양 전쟁 때 전화를 모면했기 때문이다.
히메지성의 성벽은 백색으로 매우 눈에 잘 띌뿐더러, 육군 부대가 주둔하고 있었기 때문에 태평양 전쟁 당시 미군의 폭격대상이었다. 그래서, 히메지성의 주요부분에는 검게 칠해진 망이 씌워졌다. 1945년(쇼와 20년) 7월 3일의 히메지 대공습으로 히메지성 주변은 불길에 휩싸였다. 다행히도 본성 터에 있던 중학교 교사만 소실되었을 뿐이고, 니시노마루의 폭탄 2발은 불발 혹은 곧 소화(消火)되었다. 또, 대천수에도 소이탄이 떨어졌지만 불발로 그쳐, 성 전체는 기적적으로 소실을 면했다. 다음날 아침, 성이 무사한 것을 본 마을 사람들은 감격의 눈물을 흘렸다고 한다.

### 쇼와 대수리

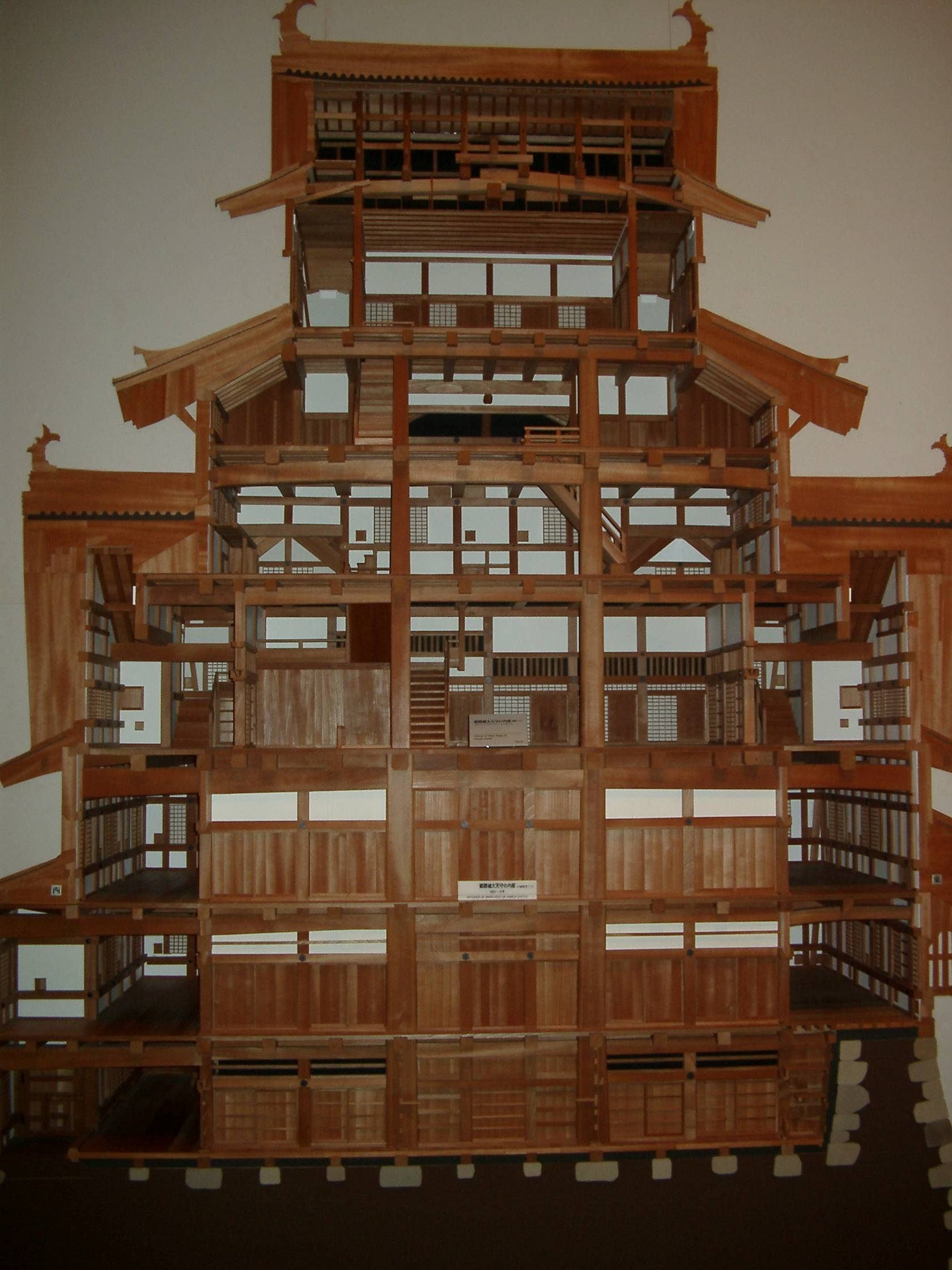
히메지성 대천수의 구조 모형

1928년 (쇼와 3년) 히메지성은 사적으로 지정되어, 문부성의 소관으로 되었다. 실제는 히메지 시가 관리를 맡고 있다. 1931년 (쇼와 6년) 천수각은 국보로 지정되었고, 후에 와타리 망루 등도 국보로 지정된다. 단 이 시점에서 국보는 구(舊) 국보를 뜻하는 것이다. 현재의 중요문화재에 상응한다.
쇼와 대수리는 1934년 (쇼와 9년) 니시노마루의 와타리 망루가 호우에 석벽 등이 붕괴된 것을 계기로 시작되었다. 건물을 한번 해체한 다음 다시 조립하는 방식이었다. 먼저 천수 이외의 건물을 손받지만, 1944년 (쇼와 19년) 태평양 전쟁의 전국 악화로 중단되었고, 다행히도 앞서 서술한 것과 같이 성이 소실되는 것은 면했다. 1950년 (쇼와 25년) 대수리는 재개되었고, 1955년 (쇼와 30년) 천수를 제외한 모든 건물의 수리가 완료되었다.
1956년 (쇼와 31년)부터 천수의 수리에 착수했으며 특히 천수 전체의 거대한 지붕을 해체 수리하였다. 이에 따라 구조물에 써여있는 여러 문장이 발견되었고, 히메지성의 연구에도 큰 기폭제가 되었다. 한편 성을 받치고 있던 주춧돌은 철거되었고, 철근 콘크리트로 된 새로운 주춧돌이 놓이게 되었다. 기존의 주춧돌은 산노마루 북쪽 광장에 그대로 배열되어있다.
천수가 해체될 때 , 이를 지지하던 동쪽 기둥과 서쪽 기둥 중, 서쪽 기둥은 썩어 재사용이 불가능하였고, 이를 대신할 목재를 찾게 된다. 효고현 간자키군 이치카와정의 가사가타 신사 경내의 전나무가 검토되었지만, 상부가 휘어있고, 뿌리 부분이 썩었다는 의문이 들어 보류되었다. 1959년 (쇼와 34년)이 되어서야 기후현 에나 군 쓰케치 정의 산에서 적당한 전나무를 찾았다. 하지만, 벌목하는 과정에서 나무가 꺾여 버렸고, 하는 수 없이 그 옆에 나무를 벌목해 운반했지만, 이마저도 나무가 너무 커서 꺾어졌다. 궁여지책으로 두 나무를 잇는 방식으로 가사가타 신사의 전나무와 이어 사용되었다. 실제 예전에 사용되었던 서쪽의 심주도 두 나무를 이어 만든 것이다. 서쪽 기둥은 구조적으로 중앙부부분이 분할되지 않으면 기둥을 세울 때 먼저 세워진 동쪽 기둥의 간섭을 받아, 좁은 공간에서 작업을 해야되고, 제대로 조립을 할 수 없었기 때문이다.
천수의 수리에 맞추어 기와의 중량을 경감시켰으며, 내진성을 강화시키기 위해 금속제를 새롭게 사용하였다. 한편으로는 석벽 등은 천수에 별 지장을 두지 않는다고 판단되어 대부분 손을 보지 않았다. 천수의 수리는 1964년 (쇼와 39년) 완료되었다.
천수각의 공사비는 약 5억 3,000엔으로, 태평양 전쟁전의 수리비를 물가로 환산해 합산하면 약 10억엔 (1964년 당시 가격)에 해당된다고 사료된다.
1993년 (헤이세이 5년)에는 세계문화유산으로 등록되었고, 2006년 (헤이세이 18년)에는 4월 6일 일본 100대 명성에 선정되었다.

### 헤이세이 대수리 (예정)
2009년도 착공 ~ 2011년도 마칠 예정이다. 공사비는 10억엔 이상으로 보인다. 목재의 부식이 진행됨에 따라 대천수의 옷칠과 기와의 교체, 내진성 보강에 중점을 둘 예정이다. 보수작업 중에도 견학할 수 있도록 사항을 검토하고 있다.

## 구조

### 기본 배치

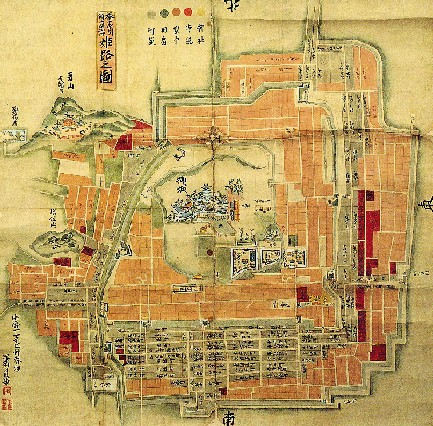
히메지 성의 고지도

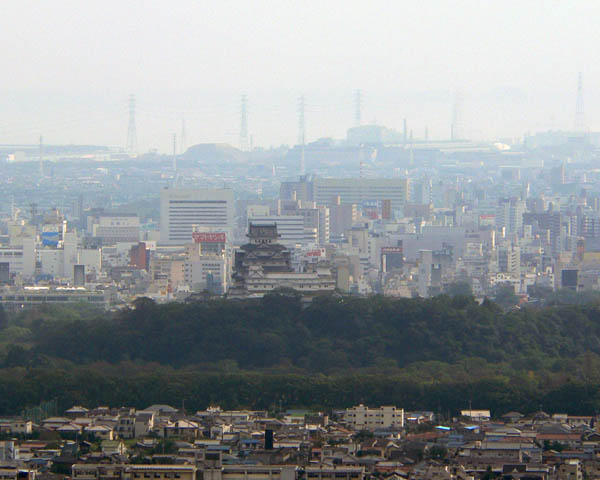
북쪽에서 본 히메지 성과 원시림

전형적으로 제곽식 평산성이다. 천수는 히메야마 산 중심에 있으며, 그 주위를 여러 건물과 성벽으로 둘러쳐있다. 전체적으로 볼 때 히메야마 산의 북쪽을 기점으로 좌측선회하는 구조로 되어있다. 선회반경은 다시 내 구역, 중간 구역, 외 구역으로 구분할 수 있다. 현재 내 구역의 범위가 히메지 성의 범위로 인식하고 있다. 중간 구역, 외 구역에는 성하 마을이 입지해 있기 때문에 이 구역이 히메지 성의 소가마에(総構え)에 해당된다.
내 구역의 내부는 혼마루, 니노마루, 산노마루, 니시노마루, 데마루의 5중 구조로 되어있다. 내 구역 밖에도 미즈쿠루와, 고시쿠루와, 오비쿠루와 등이 있다. 또, 이들 성문은 이로하 순으로 명명되어 좀 더 세밀하게 구역을 나누고 있다. 현재 산노마루는 광장으로 사용되고 있고, 데마루의 일부는 히메지 동물원에 속해있다.
이케다 데루마사가 축성한 연도는 정확히 세키가하라 전투와 오사카 전투의 중간 시점이었고, 그런 이유로 실전위주의 방어라인을 갖추게 되었다. 또한 화려하고 웅장하여 서국 쇼군으로 불리는 이케다 데루마사의 위엄을 나타내기도 하였다.
1615년 에도 막부에 의한 일국일성령에 따라 새로운 성을 축성하거나 성을 개축할 수 없게 되어 쇼군의 명령으로 지어진 에도성과 나고야성 등을 제외하고는 히메지성과 같은 규모에 성은 지어지지 않았다.
히메야마 산 북부에는 축성 이전부터 원시림이 존재해, 예전부터 혼마루로부터 원시림으로 통하는 비밀통로가 존재한다는 소문이 있지만, 현시점에서 통로의 존재는 확인되지 않았다. 산노마루부터 니시노마루의 석벽 밑에는 사기야마구치 문이 내측해자로 연결되어 있다.
히메야마 산의 서쪽에 있는 센바 강(船場川)은 내측해자 가까이에서 흐르고 있어 해자와 비슷한 역할을 하고 있다. 강 이름에서 알 수 있듯 예부터 여기를 수운으로 이용했었다.

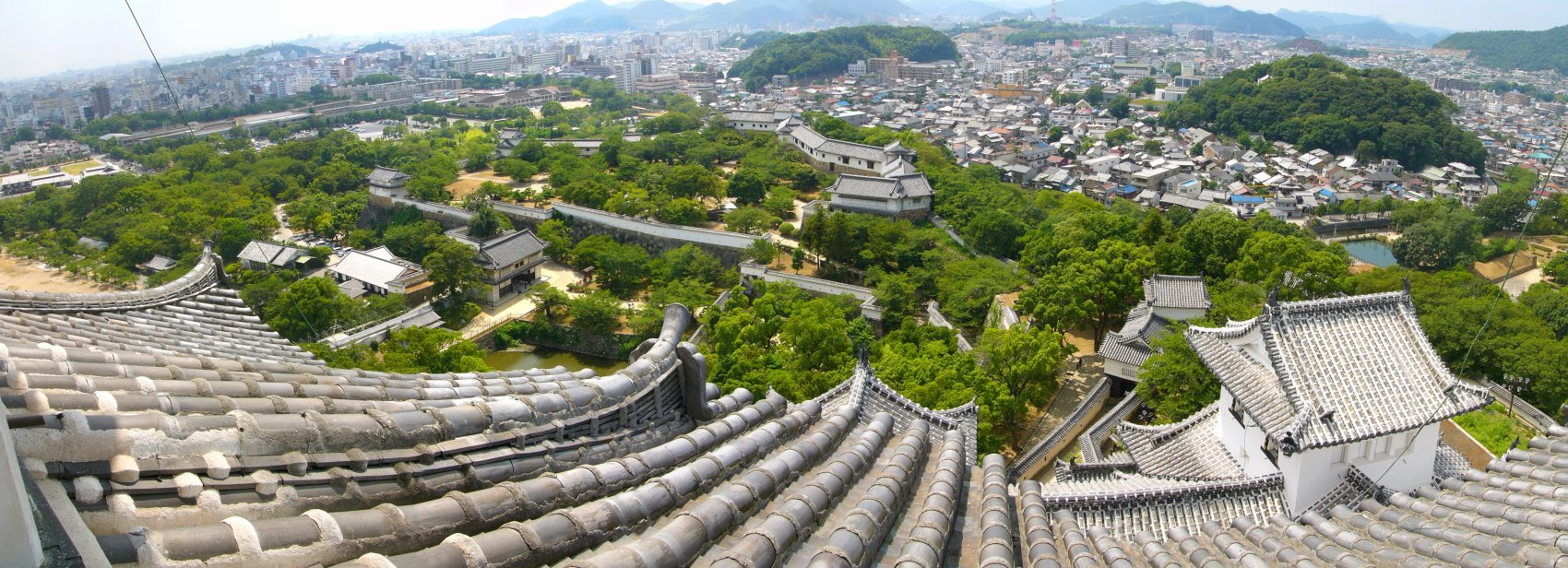
천수에서 바라본 모습

### 통로와 문
통로는 미로와 같이 구불구불하거나 넓어졌다 좁아졌다하여 천수가 위치한 쪽으로 곧바로 전진할 수 없게 되어 있다. 본래의 지형과 하시바 히데요시가 성주로 재임한 시절의 성의 방어라인이 살아있다고 생각된다. 문도 한사람만 드나들 정도로 좁거나, 용도를 모르는 장소와 구조를 가지고 있는 점으로 볼 때 여하튼 앞으로 나가기 어려운 구조를 하고 있다. 이것은 방어를 위한 것이고 적을 분산시켜 좁은 길에서 각개격파를 하기 위한 고안으로 보인다.
예를 들어, 현재 성의 출입구인 히시노 문으로 들어서면 바로 앞에 보이는 이노 문, 로노 문, 하노 문의 순으로 가는 길이 천수에 빨리 도착하는 것처럼 보인다. 하지만, 실제 히시노 문으로부터 오른쪽에 있는 루노 문으로 가는 쪽이 빠르다. 루노 문은 토사로 묻어 숨길 수 있는 우즈미 문의 형식으로 되어 있다. 아마도 적에게 불의의 타격을 입히려고 만들어진 문이라 사료된다. 하노 문부터 니노 문에 이르는 통로는 적병이 성을 방어하는 측에 등을 보이지않으면 전진하기 어렵다. 그리고, 호노 문은 좁은 쇠문이다. 그 후에도 대천수에 도달하려면 천수군 주위를 돌지 않으면 안 된다.

### 천수
히메지성의 천수는 현존해있는 12곳의 천수 중 하나이다.
히메지성의 천수는 히메야마 산 정상에 놓인 천수대 위에 건립된 것으로 1580년 봄 하시바 히데요시가 삼층천수를 건립한 것이 그 시초이다. 그 후 이케다 데루마사에 의해 해체되어 이누이 소천수가 세워질 때 그 부재로 사용되어 현재 모습을 띠고 있다.
천수의 구조는 동서에 두 심주로 지탱되는 5층6계 지하1층인 7층의 대천수와 3층인 소천수 3개동으로 구성되어 있다. 천수와 천수 사이에는 2층인 와타리 망루로 연결되어 있다. 이런 양식을 연립식이라고 한다. 건축시기와 구성으로 볼 때 후기 망루형에 속한다. 전체는 백색의 회벽으로 되어 있어 방화, 내화, 총탄의 방어와 미관상의 이유도 있다고 본다.
천수의 외관은 다른 성의 천수와 비교해도 매우 다채롭다. 다양한 하후를 볼 수 있으며 소천수에는 화두창을 볼 수 있다. 화두창은 후기 망루형 천수인 히코네성 등에서도 찾을 수 있다. 이누이 소천수의 화두창은 미완성을 강조하기 위해 격자가 없다.
히메지성의 천수는 히메야마산(표고 45.6m) 정상에 건립되었고, 히메지성 자체 높이는 석벽이 14.85m, 건물이 31.5m로 도합하자면 해발 92m가 된다. 천수의 총중량은 대략 5,700t이다. 예전에는 6,200t이었지만, 《쇼와 대수리》때 기와 등을 경량화했기 때문이다. 오늘날 천수각 안에는 히메지성과 관련된 여러 가지 물품들이 전시되어 있다.

### 니시노마루
니시노마루(西の丸)에는 와타리 망루인 나가쓰보네(長局), 그리고, 그 북단에 위치한 게쇼 망루(化粧櫓)가 있다.나가쓰보네는 시녀인 지조(侍女)들의 방이다. 게쇼 망루는 혼다 다다마사가 이세 구와나번에서 하리마 히메지번으로 이봉되었을 때, 며느리인 센히메의 게쇼료(化粧料) 10만 석으로 1618년에 지어진 것이라고 한다. 센히메는 니시노마루 안에 있는 주쇼마루(中書丸)와 산노마루(三の丸)의 무사시노 어전(武蔵野御殿)을 거처로 삼았다. 현재 두 건물은 소실되었다. 게쇼 망루(化粧櫓)에는 이름 그대로 화장품(化粧品)의 흔적이 남아있었다고 한다.

### 고시쿠루와, 미즈쿠루와

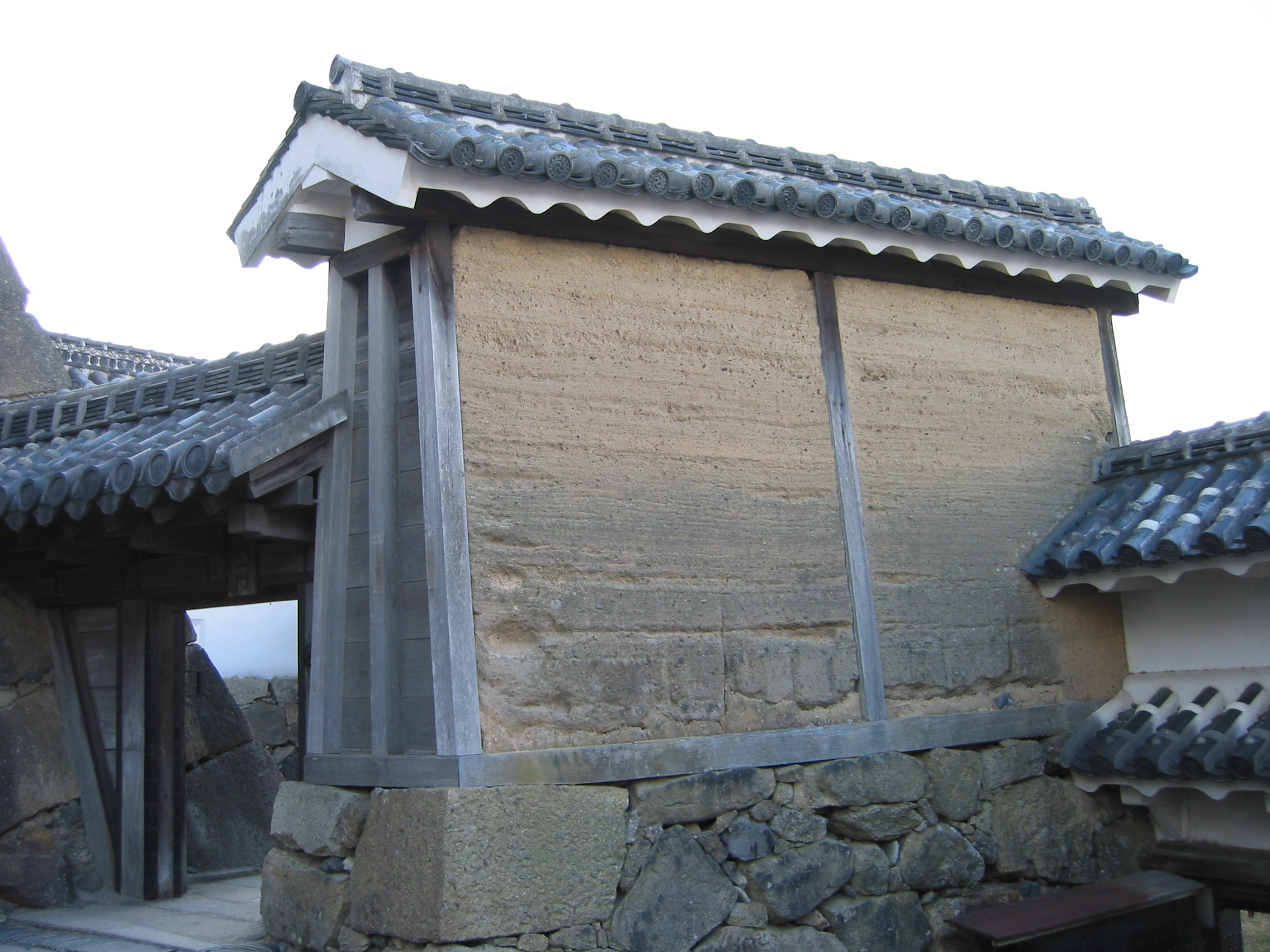
기름 벽으로 불리는 토담

천수 북쪽에 있는 고시쿠루와(腰曲輪)에는 농성을 위한 우물과 곡물 창고인 고메구라(米蔵)와 소금 창고인 시오구라(塩蔵)가 있었다. 덧붙여 평상시에 사용되던 창고는 히메야마 산 주위에 있었다.
천수의 밑은 암반으로 우물을 팔 수 없었고, 그 때문에 천수와 고시쿠루와 사이에는 미즈쿠루와(水曲輪)를 두어, 미즈 일문(水一門)부터 미즈 오문(水五門)까지 문을 설치하였다.
고시쿠루와 안에는 호노 문 내측에 기름 벽(油壁)이라고 불리는 토담이 있다. 백색 회벽인 다른 담과 달리 차색(茶色)인 것이 특징이다. 만드는 방법과 그 이유에 관해서는 여러 설이 존재하고 그중 히데요시가 성주였을 때 만들어진 것이라는 설도 있다.

### 하라키리마루
본래 성의 방어와 사격 등으로 사용되던 장소였지만, 어스레한 분위기 탓에 이러한 이름이 생겼다고 사료된다. 실제 할복이 있었다는 기록은 없고, 애당초 성안에서 죄인 등을 할복시키는 일은 있을 수 없다.

### 방어시설

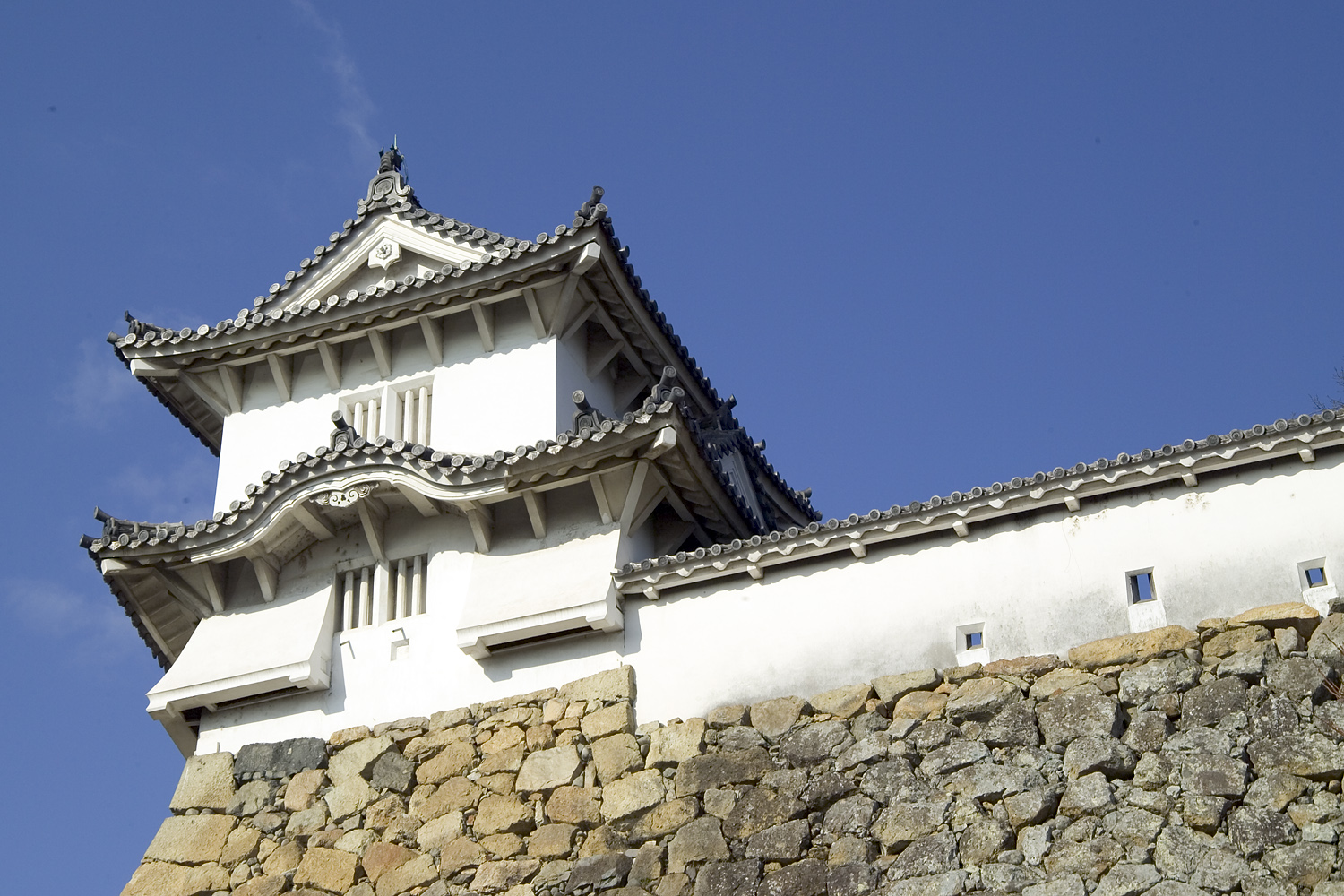
이시오토시가 설치된 망루와 사마가 있는 담

성벽의 담에는 수많은 구멍이 있다. 이것을 사마(狹間)라고 하는데 일종의 사격용 구멍이다. 대체로 사각형으로 된 것은 야사마(矢狹間)이며 그 외의 것은 뎃포사마(鉄砲狭間)이다. 야사마는 활을 사용해 적을 공격하는 구멍이며, 뎃포사마는 조총을 사용하여 적을 공격하는 구멍이다. 또, 천수의 벽에도 사마를 볼 수 있다. 그리고, 각각의 건물에는 성벽을 기어오르는 적병에게 돌과 끓은 물로 공격할 수 있도록 이시오토시(石落し)가 설치되어 있다.

### 그 밖의 특징적인 구조물
건물과 담의 지붕에 있는 기와 등에서 역대 성주로 역임했던 가문의 문장들을 볼 수 있다. 이케다 가문의 호랑나비 문양, 도요토미 가문의 오동나무 문양, 혼다 가문의 아욱 문양 등이다. 그중에서 열십자 문양의 기와도 있다.

### 성주의 거관
애당초 성주의 거관은 천수대 아래에 있는 혼마루로 비젠마루(備前丸)로 불리고 있다. 이는 이케다 데루마사의 소령과 연관된 이름이다. 그러나, 비젠마루는 산 정상에 있는 탓에 불편하였고, 혼다 다다마사가 히메지번으로 이봉되었을 때 산노마루에 혼조(本城)라는 거관을 지어 그곳에서 생활하였다. 제8대 쇼군 도쿠가와 요시무네 시대의 성주 사카키바라 마사미네가 요시와라 유곽으로부터 다카오다유를 낙적(落籍)시켜 살계한 니시야시키(西屋敷)가 있었다. 현재 니시야시키 터는 히메지성의 정원인 고코엔(好古園)으로 정비되었다.
현재 산노마루의 본조(本城)가 있었던 자리는 정원인 센히메보탄엔(千姫ぼたん園)으로 정비되었고, 무카이야시키(向屋敷)가 있던 자리는 산노마루 광장으로 정비되었다. 이 산노마루 광장은 시민들의 휴식처 및 이벤트 장소로 사용되고 있다.

### 중간 구역, 외 구역
중간 구역에는 무가 저택이 있었고, 외 구역에는 하급무사와 마을 주민들이 거주하였다. 현재 히메지시 중심부에 남아 있는 마을 이름에서 그 마을의 성격을 알 수 있다. 일례를 들자면 가누치 정(鍛冶町), 고야 정(紺屋町) 등의 장인 마을과, 고메야 정(米屋町), 시오 정(塩町) 등의 상인 마을, 고쇼 정(小姓町) 다카조 정(鷹匠町) 등의 신분과 관련있는 마을, 가미데라 정(上寺町), 시모데라 정(下寺町) 등의 사찰 관련 마을 등이 있다. 에도 시대에 이렇게 성곽 안에 많은 마을이 입지해 있는 경우는 드물다. 이와 같이 도시를 둘러싼 성곽이 있는 경우를 소가마에(総構え)라고 한다. 그 밖에 소가마에가 유명한 성으로는 에도성과 오다와라성이 있다. 오늘날 중간 구역과 외 구역에는 해자와 석벽의 일부가 남아있고, 국도 372호(国道372号) 주변에는 다케노몬 교차로(竹の門交差点), 노자토 길(野里街道) 인근에는 노자토몬 우체국(野里門郵便局)라는 형태로 문의 이름이 남아있다. 외 구역 남쪽에는 산요 본선 히메지역 부근에까지 달하고 있다.
그 외에도 히메지성 주소지인 히메지 시 혼 정 68번지(本町68番地)는 주위에 경찰서, 고등학교, 미술관등이 있다. 번지로는 고쿄의 도쿄도 지요다구 지요다 1번지 다음으로 면적이 넓다. 혼 정 68번지는 내 구역 및 중간 구역에 해당되며 메이지・다이쇼 시대에는 육군 보병 제10연대가 주둔했었다. 1980년대 이후 이 일대는 정비되거나 재개발되어 다채로운 문화시설과 관광명소가 자리 잡고 있다.

## 문화재

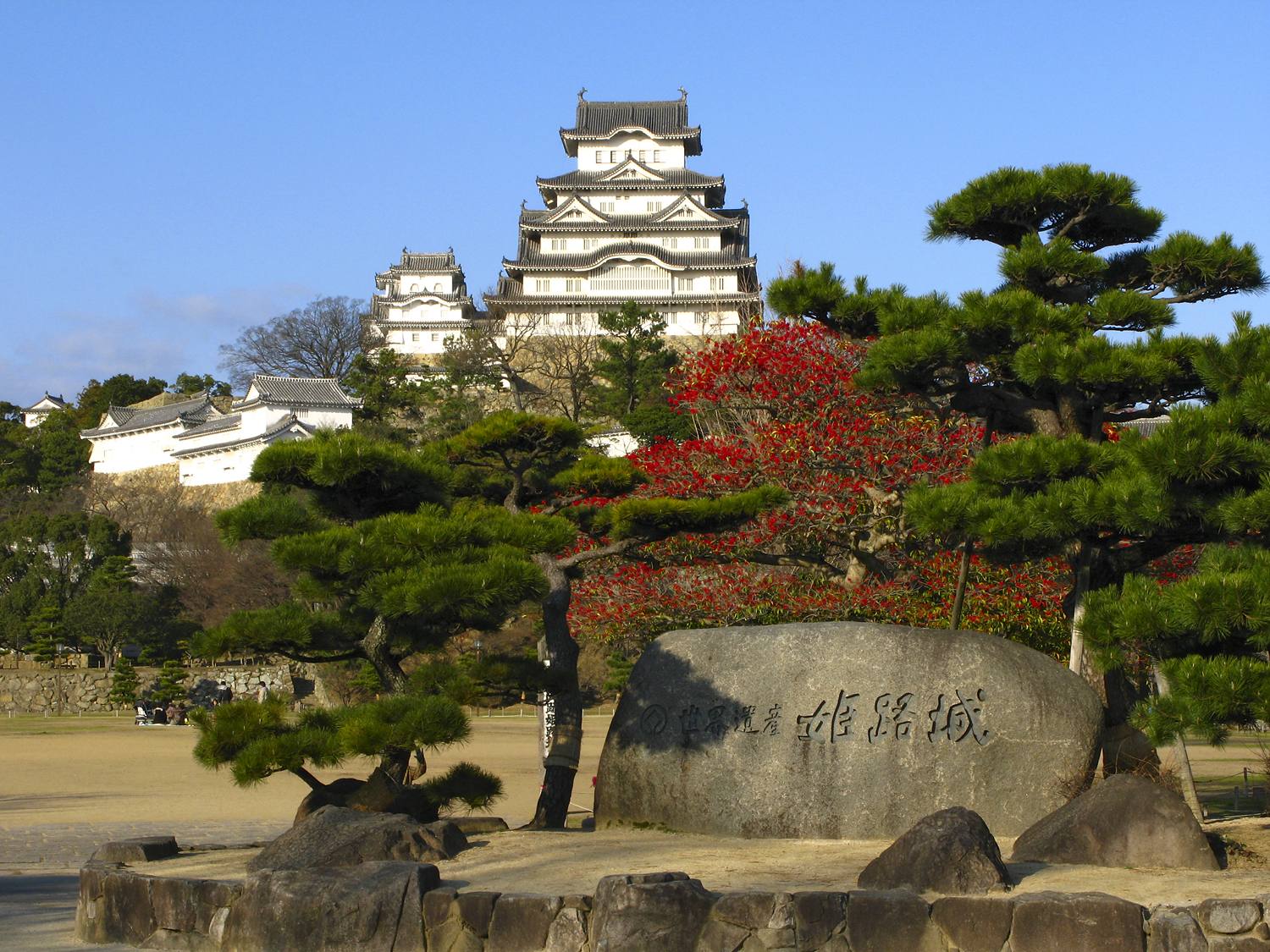
세계유산의 표석과 히메지성

### 세계유산
국제기념물유적이사회(ICOMOS)에서 1992년 9월과 1993년 4월, 그리고, 등록 후인 1993년 8월에 조사가 이루어졌다.
등록지역은 히메지성의 내 구역과 중간 구역이다. 그리고, 주변은 완충지대로 지정되었다.

#### 등록기준
히메지성의 등록 요건은 등록기준 1항과 4항에 해당된다.
- (1) 독특한 예술적 혹은 미적인 업적, 즉 창조적인 재능의 걸작품을 대표 할 것.
- (4) 가장 특징적인 사례의 건축양식으로서 중요한 문화적, 사회적, 예술적, 과학적, 기술적 혹은 산업의 발전을 대표하는 양식.

### 국보
대천수(大天守), 히가시 소천수(東小天守), 니시 소천수(西小天守), 이누이 소천수(乾小天守), 이・로・하・니 와타리 망루(渡櫓) 총 8개동

### 중요문화재
히메지성(姫路城)의 다음 총 74개동은 1931년(쇼와6년) 12월14일 '중요문화재(건조물/성곽)'으로 지정되었다.
| - 이노 와타리 망루(イの渡櫓) - 로노 와타리 망루(ロの渡櫓) - 하노 와타리 망루(ハの渡櫓) - 니노 와타리 망루(ニの渡櫓) - 호노 망루(ホの櫓) - 헤노 망루(ヘの渡櫓) - 도노 망루(トの櫓) - 지노 망루(チの櫓) - 리노 이치 와타리 망루(リの一渡櫓) - 리노 니 와타리 망루(リの二渡櫓) - 오리마와리 망루(折廻り櫓) - 이카쿠 망루(井郭櫓) - 오비노 망루(帯の櫓) - 오비카쿠 망루(帯郭櫓) - 다이코 망루(太鼓櫓) - 니노 망루(ニの櫓) - 로노 망루(ロの櫓) - 게쇼 망루(化粧櫓) - 가노 와타리 망루(カの渡櫓) - 누노 망루(ヌの櫓) - 요노 와타리 망루(ヨの渡櫓) - 루노 망루(ルの櫓) - 다노 와타리 망루(タの渡櫓) - 요노 망루(ヲの櫓) - 레노 와타리 망루(レの渡櫓) - 와노 망루(ワの櫓) - 가노 망루(カの櫓) - 히시노 문(菱の門) - 이노 문(いの門) - 로노 문(ろの門) - 하노 문(はの門) - 니노 문(にの門) - 헤노 문(への門) - 도노 이치 문(との一門) - 도노 니 문(との二門) - 도노 욘 문(との四門) - 지노 문(ちの門) - 리노 문(りの門) - 누노 문(ぬの門) - 미즈노 이치 문(水の一門) - 미즈노 니 문(水の二門) - 비젠 문(備前門) | - 도노 욘 문 동쪽 토담(との四門東方土塀) - 도노 욘 문 서쪽 토담(との四門西方土塀) - 도노 니 문 동쪽 토담(との二門東方土塀) - 도노 이치 문 동쪽 토담(との一門東方土塀) - 헤노 문 동쪽 토담(への門東方土塀) - 헤노 문 서쪽 토담(への門西方土塀) - 미즈노 이치 문 북쪽 축지담(水の一門北方築地塀) - 미즈노 이치 문 서쪽 토담(水の一門西方土塀) - 니노 망루 남쪽 토담(ニの櫓南方土塀) - 미즈노 고 문 남쪽 토담(水の五門南方土塀) - 이노 와타리 망루 남쪽 토담(イの渡櫓南方土塀) - 니노 문 동쪽위 토담(にの門東方上土塀) - 니노 문 동쪽아래 토담(にの門東方下土塀) - 로노 망루 동쪽 토담(ロの櫓東方土塀) - 로노 망루 서쪽 토담(ロの櫓西方土塀) - 하노 문 동쪽 토담(はの門東方土塀) - 하노 문 서쪽 토담(はの門西方土塀) - 하노 문 남쪽 토담(はの門南方土塀) - 로노 문 동쪽 토담(ろの門東方土塀) - 로노 문 남서쪽 토담(ろの門西南方土塀) - 게쇼 망루 남쪽 토담(化粧櫓南方土塀) - 와노 망루 동쪽 토담(ワの櫓東方土塀) - 가노 망루 북쪽 토담(カの櫓北方土塀) - 히시노 문 서쪽 토담(菱の門西方土塀) - 히시노 문 남쪽 토담(菱の門南方土塀) - 히시노 문 동쪽 토담(菱の門東方土塀) - 이노 문 동쪽 토담(いの門東方土塀) - 다이코 망루 남쪽 토담(太鼓櫓南方土塀) - 다이코 망루 북쪽 토담(太鼓櫓北方土塀) - 오비카쿠 망루 북쪽 토담(帯郭櫓北方土塀) - 이카쿠 망루 남쪽 토담(井郭櫓南方土塀) - 도노 망루 남쪽 토담(トの櫓南方土塀) |

### 특별 사적
히메지 성터(姫路城跡)는 1956년 (쇼와 31년) 11월 26일 특별 사적으로 지정되었다.

## 민속 자료

### 전승(傳承)

#### 오사카베묘진(お菊井戸刑部明神 또는 長壁明神)
히메지성의 수호신으로 히메지성 5층에 살고 있다고 전해지는 여우이다. 원래는 오사카베 가문의 조상신이었다. 대천수 최상층의 제단에 모셔져있다.

#### 미야모토 무사시의 요괴퇴치
시대가 일치하지 않기 때문에 명백한 전설로 치부되고 있지만, 기노시타 이에사다가 히메지 성주 재임하던 때 미야모토 무사시가 히메지성의 아시카루 부쿄(足軽奉公)로 일하고 있었다고 한다. 어느날 밤, 천수의 요괴퇴치를 명받은 무사시는 등불을 손에 들고 요괴를 쫓았다. 천수 최상층에서 오사카베묘진이 귀인의 여식(貴人の娘)으로 변해 나타난다. 그리고 무사시에게 요괴퇴치에 대한 답례로 고요시히로라는 이름이 새겨진 메이토(銘刀)고요시히로(郷義弘)를 주었다.

#### 우바가이시 (姥が石)
도요토미 히데요시가 히메야마 산에 3층 천수를 건립할 때, 성의 석벽으로 쓰일 석재를 모으는 데 애를 먹고 있었다. 성 밑에서 떡을 팔고 있는 노파가 히데요시의 고민을 알고, 돌절구을 주었다. 히데요시는 노파의 마음에 크게 기뻐하였다.이 이야기는 금세 퍼져, 사람들이 경쟁을 하며 돌을 주었기 때문에 공사는 순조로웠다. 실제 이누이 소천수 북쪽의 석벽에는 돌절구가 있다. 그 밖에도 고대의 석관(石棺)이 석벽 중에 발견되었다. 이를 토대로 볼 때 석벽으로 쓰일 수 있는 돌은 그러모은 것으로 보인다.

#### 무네마치 겐베이의 전설
무네마치 사쿠라이 겐베이(棟梁・桜井源兵衛)는 축성공사를 끝내고, 아내와 함께 천수를 보러 왔었다. 그러던 중 아내가 “천수가 남동쪽으로 기운것 같다”라고 말하자, 여기에 충격을 받아 천수로부터 뛰어내려 자살했다. 도요토미 히데요시가 성주 재임시절의 이야기라고 하지만, 사실 겐베이는 이케다 데루마사가 성주 재임시절 사람이고, 그가 자살했다는 증거는 없다. 천수가 남동쪽으로 기운 것은 예부터 그랬고,《쇼와 대수리》때 원인이 동서의 초석이 침하된 것이라고 발혀졌다.

#### 반슈 사라야시키(播州皿屋敷)
조류리 등에서 공연되는 사라야시키 이야기의 원형이다. 현재 히메지성이 축성되기 이전에도 있었던 것으로 여겨진다. 혼마루 우에야마사토에는 〈오키쿠 우물(お菊井戸)〉이 남아있다.

#### 풍수에서의 사신(四神)
히메지성 주위는 동쪽에는 이치가와 강, 서쪽에는 산요도, 북쪽에는 히로미네 산, 남쪽으로는 세토 내해의 하나마나타로 되어 있다. 이들 지역은 히메지성의 풍수에서 사신으로 보고 있다.

## 자매성
프랑스 파리시 근교에 있는 샹티이시의 샹티이성이 히메지성의 자매 성이다. 1989년 자매성 재휴를 맺었다. 샹티이성은 르네상스 시기에 지어진 화려한 건축물로 알려져 있다.

## 관련 작품

### 소설
요시카와 에이지 《미야모토 무사시(宮本武蔵)》
난폭한 성격이었던 신멘 다케조(新免武蔵)는 다쿠안 소호(沢庵和尚)의 처분에 따라, 히메지성 천수 안의 일실(一室)에서 3년간 유폐되었다. 그리고, 이곳에서 병법서 등의 서적을 접하게 되고 교양을 쌓았다. 성장한 다케조에게 이케다 데루마사는 〈미야모토 무사시〉라는 이름을 주었다.
이즈미 교카 《천수 이야기 (天守物語)》
천수 안에 알려지지 않은 다른 세계의 사람들과 할복을 명받은 젊은 사무라이의 이야기

### 영상 작품
시대극
많은 시대극의 현지 촬영지로 사용되었다. 예를 들면 《아바렌보 쇼군》《미토 고몬》《오오쿠》등이 있다. 1937년 시대극 촬영에 있어서 성 안의 폭파 장면 촬영중, 로노 문이 파손되어 떨어지는 돌에 다치거나 죽은 사람도 있었다.
영화 《007 두번 산다》
제임스 본드가 헬리콥터에서 뛰어 내린 곳은 산노마루 광장이었다. 덧붙여 이 촬영 중 성벽에 수리검을 던져 성벽의 일부가 파손되었다. 그것이 계기가 되어 오늘날 해외에서의 현지 촬영요청은 거부하고 있다고 한다.
다큐멘터리 《프로젝트 X ~도전자 들~》
2001년 9월 11일 방송분에서 〈쇼와 대수리〉의 에피소드가 방송되었다.
드라마 《일본 침몰》
1974년 TBS계의 드라마 일본 침몰에서 #1〈비산하는 바다(飛び散る海)〉, #3〈하얀 균열(白い亀裂)〉의 극중, 하리마나타 지진으로 파괴되는 장면(미니어처)과 주제가의 타이틀 배경으로 사용된 영상(실물)에서 히메지성의 모습이 방영되었다.

## 관광

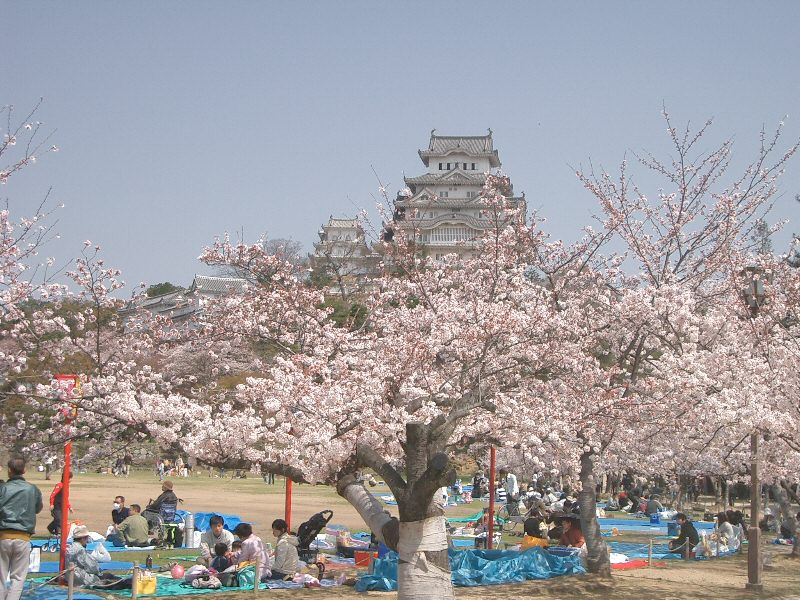
벚꽃이 핀 히메지성

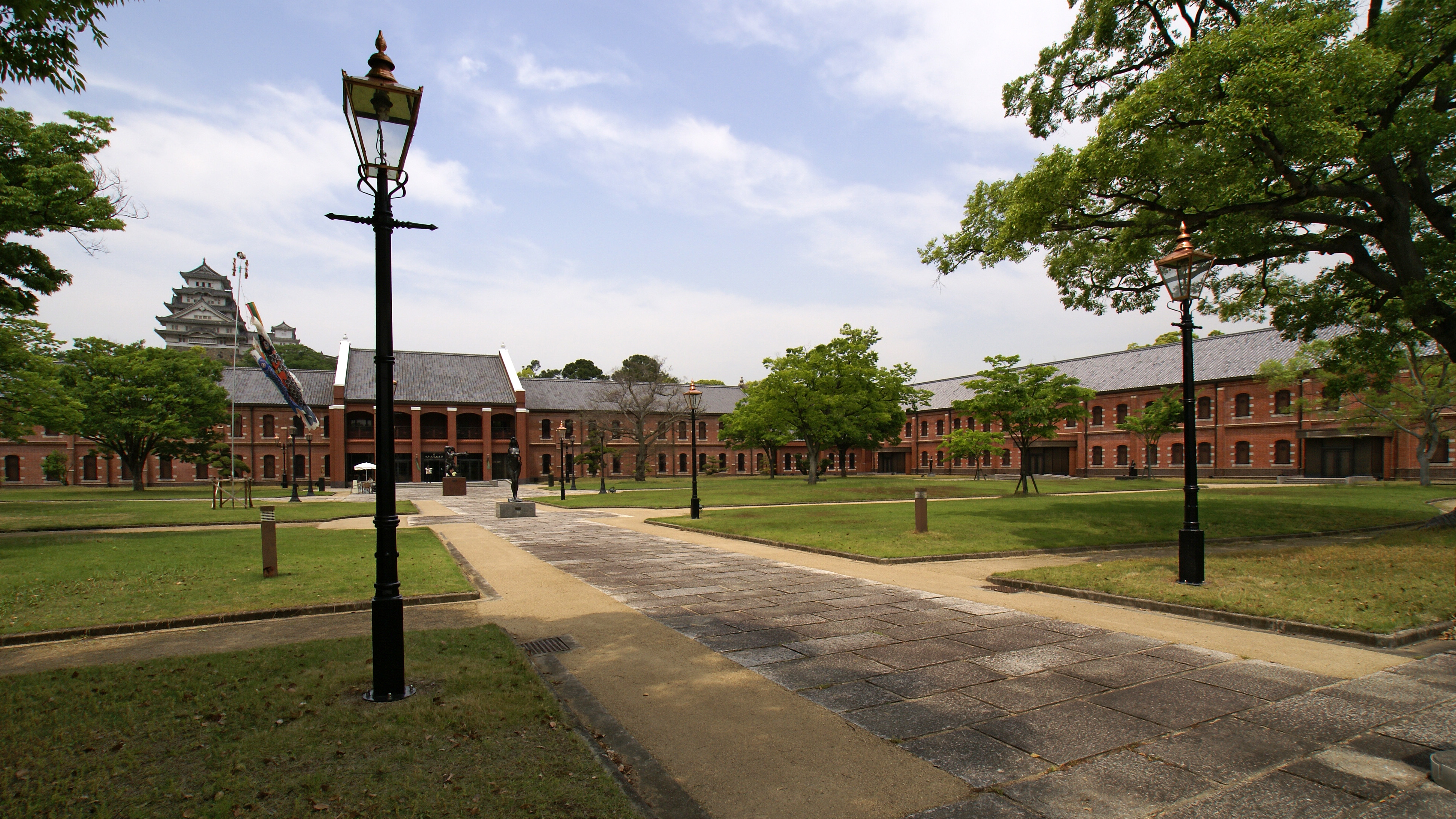
히메지 시립 미술관

### 교통
- JR 서일본 히메지역 하차 도보로 20분
- 신키 버스(神姫バス) 〈히메지성 오테문 앞(姫路城大手門前)〉하차.
- 주말이나 공휴일에는 신키 버스의 〈히메지성 루프 버스(姫路城ループバス)〉가 운영된다.

### 이벤트
시로의 날 (4월 6일)
1990년부터 행사가 열린다. 이날에 한해서 무료입장이 가능하다. 보통 비공개된 부분이 공개되고, 그 밖에도 많은 이벤트가 열린다. 이맘때 히메지 성 안의 벚꽃이 피며 지역을 대표하는 꽃놀이 장소 주목받고 있다.
히메지성 축제 (8월 초순)
히메지성 다키기노가 산노마루 광장에서 열리며, 〈성의 여왕〉등의 퍼레이드가 오테마에 대로에서 벌어진다.

### 주변 문화 시설 및 관광명소
- 효고 현립 역사박물관 - 히메지성 등 일본 전국의 성곽을 소개하는 전시관이 있다.
- 히메지 시립 미술관 - 애당초 육군 건물이었고, 후에 히메지 시청 건물로 사용되었다.
- 일본 성곽 연구센터 - 시립 성내 도서관이 병설되어 있다.
- 고코엔 - 히메지성의 정원으로 명칭은 사카이 가문이 설립한 번교 〈고코토(好古堂)〉에서 따왔다.
- 가로야시키아토 공원 - 기념품 가게 등이 들어서 있다.
- 오테마에 공원
- 시로토피아 기념공원
- 히메지분가쿠칸
- 오토코야마 덴만궁・센히메 덴만궁
- 이타테효즈 신사
- 주니쇼 신사
- 히메지 시립 동물원
- 시오다 온천

## 같이 보기
- 일본의 세계유산인 성
  - 가쓰렌성
  - 나카구스쿠성
  - 나키진성
  - 니조성
  - 슈리성
  - 자키미성
  - 히메지성
- 일본 3대 평산성
  - 마쓰야마성
  - 쓰야마성
  - 히메지성
- 일본 3대 연립식 평산성
  - 마쓰야마성
  - 와카야마성
  - 히메지성
- 천수가 국보인 성
  - 마쓰모토성
  - 이누야마성
  - 히메지성
  - 히코네성
- 오키시오성
- 이케다 데루마사
- 도요토미 히데요시

## 참고 문헌・관련서적
- 姫路城史（全3巻） 橋本政次（姫路城史刊行会）
- 姫路城の話 橋本政次（社団法人姫路観光協会）
- 歴史群像名城シリーズ 姫路城 （学研）
- プロジェクトX 挑戦者たち (11) 新たなる伝説、世界へ （NHK「プロジェクトX」制作班編）